# Igor Demo
Igor Demo (né le 18 septembre 1975 à Nitra) était un footballeur international slovaque, positionné au poste de milieu de terrain.

## Clubs
- 1990-1994 : FC Nitra -  Slovaquie
- 1994-1997 : Slovan Bratislava -  Slovaquie
- 1997-1999 : PSV Eindhoven -  Pays-Bas
- 1999-2005 : Borussia Mönchengladbach -  Allemagne
- 2005-2006 : Grazer AK -  Autriche
- 2006-2007 : FC Nitra -  Slovaquie

## Palmarès

### Slovan Bratislava
- Champion de Slovaquie en 1995 et 1996
- Vainqueur de la Coupe de Slovaquie en 1997

## Équipe nationale
- 24 sélections et 4 buts en équipe de Slovaquie entre 1997 et 2005